# Ilja Uljanow
Ilja Nikołajewicz Uljanow (ros. Илья Николаевич Ульянов; ur. 19 lipca?/31 lipca 1831 w Astrachaniu, zm. 12 stycznia?/24 stycznia 1886 w Symbirsku) – rosyjski działacz oświatowy i urzędnik państwowy, ojciec bolszewickiego rewolucjonisty Włodzimierza Lenina.

## Życiorys
Urodził się w Astrachaniu. Jego ojcem był Nikołaj Wasiljewicz Uljanow (lub Uljanin; 1765–1838), portowy krawiec i były poddany prawdopodobnie czuwaskiego, mordwińskiego, rosyjskiego lub kałmuckiego pochodzenia, pochodzący z obwodu siergackiego guberni niżnonowogrodzkiej. Wolność otrzymał od właściciela ziemskiego Stiepana Michajłowicza Brechowa. Matka Ilji, Anna Aleksiejewna Smirnowa (1793–1871), była pół-Kałmuczką, pół-Rosjanką i córką mieszczanina Aleksieja Łukjanowicza Smirnowa, syna Łukjana Smirnowa. Nikołaj poślubił 30-letnią Annę w 1823 roku i miał z nią pięcioro dzieci: Ilja miał trzy siostry i brata.
Ukończył studia na Wydziale Fizyki i Matematyki Uniwersytetu Kazańskiego w 1854 r. W latach pięćdziesiątych i sześćdziesiątych XIX wieku uczył matematyki i fizyki w Instytucie Penzeńskim dla rosyjskiej szlachty, a później w gimnazjum i szkole dla kobiet w Niżnym Nowogrodzie. Mniej więcej w tym czasie ożenił się z Marią Aleksandrowną Blank. Podczas pobytu w Penzie przeprowadził obserwacje meteorologiczne, na podstawie których napisał kilka prac naukowych.
W 1869 roku został mianowany inspektorem szkół publicznych w guberni symbirskiej (w latach 1874–1886 był ich dyrektorem). W 1882 roku został awansowany do rangi czynnego radcy stanu, co nadało mu przywileje dziedzicznej szlachty i przyniosło odznaczenie Orderem Świętego Włodzimierza III klasy.
Uljanow był człowiekiem wykształconym, posiadającym doskonałe zdolności organizacyjne i pedagogiczne. Niektórzy historycy radzieccy uważali, że jego poglądy pedagogiczne ukształtowały się pod wpływem rewolucyjnych idei Nikołaja Czernyszewskiego i Nikołaja Dobrolubowa. Uljanow wniósł ogromny wkład w opracowanie teorii i praktyki edukacji elementarnej. Był zwolennikiem równych praw do edukacji bez względu na płeć, narodowość i status społeczny. Zagraniczni badacze, jak Tony Cliff, kwestionują ten obraz (argumentując, że była to pośmiertna stalinowska próba poprawy reputacji rodziny Lenina), jak ten stwierdza w swojej biografii Lenina: „Stanowisko Nikołajewicza w Ministerstwie Oświaty i jego ustawiczny awans po szczeblach drabiny społecznej jakoś nie pasują do wizerunku rewolucjonisty, a nawet radykała”. W 1871 roku Uljanow otworzył w Symbirsku pierwszą szkołę czuwaską, która później została przekształcona w czuwaskie seminarium nauczycielskie. Założył także szkoły narodowe dla Mordwinów i Tatarów. Ponadto organizował i przewodniczył wielu kongresom nauczycielskim i innym podobnym wydarzeniom.
W 1886 roku zmarł na krwotok śródmózgowy w Symbirsku, który później został przemianowany na Uljanowsk na cześć jego syna.

## Odznaczenia
Źródło:
- Order Świętego Włodzimierza III stopnia
- Order Świętej Anny  II stopnia
- Order Świętego Stanisława I stopnia

## Wywód genealogiczny
|                                            |                                            |                                            |                                            |                                            |                                            |  |  |                                |                                |                                |                                |                                |                                |                            |                            |                                       |                                       |                                       |                                       |                                       |                                       |                  |                  |                              |                              |                              |                              |                              |                              |                   |                   |                           |                           |                           |                           |                                                      |                                                      |                                                      |                                                      |                                                      |                                                      | Grigorij Uljanin            |                             |                             |                             |                             |                             |                            |                            |                            |                            |                            |                            |  |  |  |  |
|                                            |                                            |                                            |                                            |                                            |                                            |  |  |                                |                                |                                |                                |                                |                                |                            |                            |                                       |                                       |                                       |                                       |                                       |                                       |                  |                  |                              |                              |                              |                              |                              |                              |                   |                   |                           |                           |                           |                           |                                                      |                                                      |                                                      |                                                      |                                                      |                                                      |                             |                             |                             |                             |                             |                             |                            |                            |                            |                            |                            |                            |  |  |  |  |
|                                            |                                            |                                            |                                            |                                            |                                            |  |  |                                |                                |                                |                                |                                |                                |                            |                            |                                       |                                       |                                       |                                       |                                       |                                       |                  |                  |                              |                              |                              |                              |                              |                              | Łukian Smirnow    | Łukian Smirnow    | Łukian Smirnow            | Łukian Smirnow            | Łukian Smirnow            | Łukian Smirnow            |                                                      |                                                      |                                                      |                                                      |                                                      |                                                      | Nikita Uljanin (ur. 1711)   | Nikita Uljanin (ur. 1711)   | Nikita Uljanin (ur. 1711)   | Nikita Uljanin (ur. 1711)   | Nikita Uljanin (ur. 1711)   | Nikita Uljanin (ur. 1711)   |                            |                            |                            |                            |                            |                            |  |  |  |  |
|                                            |                                            |                                            |                                            |                                            |                                            |  |  |                                |                                |                                |                                |                                |                                |                            |                            |                                       |                                       |                                       |                                       |                                       |                                       |                  |                  |                              |                              |                              |                              |                              |                              | Łukian Smirnow    | Łukian Smirnow    | Łukian Smirnow            | Łukian Smirnow            | Łukian Smirnow            | Łukian Smirnow            |                                                      |                                                      |                                                      |                                                      |                                                      |                                                      | Nikita Uljanin (ur. 1711)   | Nikita Uljanin (ur. 1711)   | Nikita Uljanin (ur. 1711)   | Nikita Uljanin (ur. 1711)   | Nikita Uljanin (ur. 1711)   | Nikita Uljanin (ur. 1711)   |                            |                            |                            |                            |                            |                            |  |  |  |  |
| Dymitr (Mojżesz) Blank                     | Dymitr (Mojżesz) Blank                     | Dymitr (Mojżesz) Blank                     | Dymitr (Mojżesz) Blank                     | Dymitr (Mojżesz) Blank                     | Dymitr (Mojżesz) Blank                     |  |  |                                |                                |                                |                                | Johann Gottlieb Großschopf     | Johann Gottlieb Großschopf     | Johann Gottlieb Großschopf | Johann Gottlieb Großschopf | Johann Gottlieb Großschopf            | Johann Gottlieb Großschopf            |                                       |                                       | Anna z d. Estedt                      | Anna z d. Estedt                      | Anna z d. Estedt | Anna z d. Estedt | Anna z d. Estedt             | Anna z d. Estedt             |                              |                              |                              |                              | Aleksy Smirnow    | Aleksy Smirnow    | Aleksy Smirnow            | Aleksy Smirnow            | Aleksy Smirnow            | Aleksy Smirnow            |                                                      |                                                      |                                                      |                                                      |                                                      |                                                      | Wasyl Uljanin (ur. 1733)    | Wasyl Uljanin (ur. 1733)    | Wasyl Uljanin (ur. 1733)    | Wasyl Uljanin (ur. 1733)    | Wasyl Uljanin (ur. 1733)    | Wasyl Uljanin (ur. 1733)    |                            |                            |                            |                            |                            |                            |  |  |  |  |
| Dymitr (Mojżesz) Blank                     | Dymitr (Mojżesz) Blank                     | Dymitr (Mojżesz) Blank                     | Dymitr (Mojżesz) Blank                     | Dymitr (Mojżesz) Blank                     | Dymitr (Mojżesz) Blank                     |  |  |                                |                                |                                |                                | Johann Gottlieb Großschopf     | Johann Gottlieb Großschopf     | Johann Gottlieb Großschopf | Johann Gottlieb Großschopf | Johann Gottlieb Großschopf            | Johann Gottlieb Großschopf            |                                       |                                       | Anna z d. Estedt                      | Anna z d. Estedt                      | Anna z d. Estedt | Anna z d. Estedt | Anna z d. Estedt             | Anna z d. Estedt             |                              |                              |                              |                              | Aleksy Smirnow    | Aleksy Smirnow    | Aleksy Smirnow            | Aleksy Smirnow            | Aleksy Smirnow            | Aleksy Smirnow            |                                                      |                                                      |                                                      |                                                      |                                                      |                                                      | Wasyl Uljanin (ur. 1733)    | Wasyl Uljanin (ur. 1733)    | Wasyl Uljanin (ur. 1733)    | Wasyl Uljanin (ur. 1733)    | Wasyl Uljanin (ur. 1733)    | Wasyl Uljanin (ur. 1733)    |                            |                            |                            |                            |                            |                            |  |  |  |  |
|                                            |                                            |                                            |                                            |                                            |                                            |  |  |                                |                                |                                |                                |                                |                                |                            |                            |                                       |                                       |                                       |                                       |                                       |                                       |                  |                  |                              |                              |                              |                              |                              |                              |                   |                   |                           |                           |                           |                           |                                                      |                                                      |                                                      |                                                      |                                                      |                                                      |                             |                             |                             |                             |                             |                             |                            |                            |                            |                            |                            |                            |  |  |  |  |
| Aleksander (Izrael) Blank (1801/1804–1870) | Aleksander (Izrael) Blank (1801/1804–1870) | Aleksander (Izrael) Blank (1801/1804–1870) | Aleksander (Izrael) Blank (1801/1804–1870) | Aleksander (Izrael) Blank (1801/1804–1870) | Aleksander (Izrael) Blank (1801/1804–1870) |  |  |                                |                                |                                |                                |                                |                                |                            |                            | Anna z d. Großschopf (1810–1838)      | Anna z d. Großschopf (1810–1838)      | Anna z d. Großschopf (1810–1838)      | Anna z d. Großschopf (1810–1838)      | Anna z d. Großschopf (1810–1838)      | Anna z d. Großschopf (1810–1838)      |                  |                  |                              |                              |                              |                              |                              |                              | Anna z d. Smirnow | Anna z d. Smirnow | Anna z d. Smirnow         | Anna z d. Smirnow         | Anna z d. Smirnow         | Anna z d. Smirnow         |                                                      |                                                      |                                                      |                                                      |                                                      |                                                      | Mikołaj Uljanin (1770–1838) | Mikołaj Uljanin (1770–1838) | Mikołaj Uljanin (1770–1838) | Mikołaj Uljanin (1770–1838) | Mikołaj Uljanin (1770–1838) | Mikołaj Uljanin (1770–1838) |                            |                            |                            |                            |                            |                            |  |  |  |  |
| Aleksander (Izrael) Blank (1801/1804–1870) | Aleksander (Izrael) Blank (1801/1804–1870) | Aleksander (Izrael) Blank (1801/1804–1870) | Aleksander (Izrael) Blank (1801/1804–1870) | Aleksander (Izrael) Blank (1801/1804–1870) | Aleksander (Izrael) Blank (1801/1804–1870) |  |  |                                |                                |                                |                                |                                |                                |                            |                            | Anna z d. Großschopf (1810–1838)      | Anna z d. Großschopf (1810–1838)      | Anna z d. Großschopf (1810–1838)      | Anna z d. Großschopf (1810–1838)      | Anna z d. Großschopf (1810–1838)      | Anna z d. Großschopf (1810–1838)      |                  |                  |                              |                              |                              |                              |                              |                              | Anna z d. Smirnow | Anna z d. Smirnow | Anna z d. Smirnow         | Anna z d. Smirnow         | Anna z d. Smirnow         | Anna z d. Smirnow         |                                                      |                                                      |                                                      |                                                      |                                                      |                                                      | Mikołaj Uljanin (1770–1838) | Mikołaj Uljanin (1770–1838) | Mikołaj Uljanin (1770–1838) | Mikołaj Uljanin (1770–1838) | Mikołaj Uljanin (1770–1838) | Mikołaj Uljanin (1770–1838) |                            |                            |                            |                            |                            |                            |  |  |  |  |
|                                            |                                            |                                            |                                            |                                            |                                            |  |  |                                |                                |                                |                                |                                |                                |                            |                            |                                       |                                       |                                       |                                       |                                       |                                       |                  |                  |                              |                              |                              |                              |                              |                              |                   |                   |                           |                           |                           |                           |                                                      |                                                      |                                                      |                                                      |                                                      |                                                      |                             |                             |                             |                             |                             |                             |                            |                            |                            |                            |                            |                            |  |  |  |  |
|                                            |                                            |                                            |                                            |                                            |                                            |  |  | Maria z d. Blank (1835–1916)   | Maria z d. Blank (1835–1916)   | Maria z d. Blank (1835–1916)   | Maria z d. Blank (1835–1916)   | Maria z d. Blank (1835–1916)   | Maria z d. Blank (1835–1916)   |                            |                            |                                       |                                       |                                       |                                       |                                       |                                       |                  |                  |                              |                              |                              |                              |                              |                              |                   |                   |                           |                           |                           |                           | Ilja (Eliasz) Uljanow (ur. jako Uljanin) (1831–1886) | Ilja (Eliasz) Uljanow (ur. jako Uljanin) (1831–1886) | Ilja (Eliasz) Uljanow (ur. jako Uljanin) (1831–1886) | Ilja (Eliasz) Uljanow (ur. jako Uljanin) (1831–1886) | Ilja (Eliasz) Uljanow (ur. jako Uljanin) (1831–1886) | Ilja (Eliasz) Uljanow (ur. jako Uljanin) (1831–1886) |                             |                             |                             |                             |                             |                             |                            |                            |                            |                            |                            |                            |  |  |  |  |
|                                            |                                            |                                            |                                            |                                            |                                            |  |  | Maria z d. Blank (1835–1916)   | Maria z d. Blank (1835–1916)   | Maria z d. Blank (1835–1916)   | Maria z d. Blank (1835–1916)   | Maria z d. Blank (1835–1916)   | Maria z d. Blank (1835–1916)   |                            |                            |                                       |                                       |                                       |                                       |                                       |                                       |                  |                  |                              |                              |                              |                              |                              |                              |                   |                   |                           |                           |                           |                           | Ilja (Eliasz) Uljanow (ur. jako Uljanin) (1831–1886) | Ilja (Eliasz) Uljanow (ur. jako Uljanin) (1831–1886) | Ilja (Eliasz) Uljanow (ur. jako Uljanin) (1831–1886) | Ilja (Eliasz) Uljanow (ur. jako Uljanin) (1831–1886) | Ilja (Eliasz) Uljanow (ur. jako Uljanin) (1831–1886) | Ilja (Eliasz) Uljanow (ur. jako Uljanin) (1831–1886) |                             |                             |                             |                             |                             |                             |                            |                            |                            |                            |                            |                            |  |  |  |  |
|                                            |                                            |                                            |                                            |                                            |                                            |  |  |                                |                                |                                |                                |                                |                                |                            |                            |                                       |                                       |                                       |                                       |                                       |                                       |                  |                  |                              |                              |                              |                              |                              |                              |                   |                   |                           |                           |                           |                           |                                                      |                                                      |                                                      |                                                      |                                                      |                                                      |                             |                             |                             |                             |                             |                             |                            |                            |                            |                            |                            |                            |  |  |  |  |
|                                            |                                            |                                            |                                            |                                            |                                            |  |  |                                |                                |                                |                                |                                |                                |                            |                            |                                       |                                       |                                       |                                       |                                       |                                       |                  |                  |                              |                              |                              |                              |                              |                              |                   |                   |                           |                           |                           |                           |                                                      |                                                      |                                                      |                                                      |                                                      |                                                      |                             |                             |                             |                             |                             |                             |                            |                            |                            |                            |                            |                            |  |  |  |  |
| Anna Jelizarowa-Uljanowa (1864–1935)       | Anna Jelizarowa-Uljanowa (1864–1935)       | Anna Jelizarowa-Uljanowa (1864–1935)       | Anna Jelizarowa-Uljanowa (1864–1935)       | Anna Jelizarowa-Uljanowa (1864–1935)       | Anna Jelizarowa-Uljanowa (1864–1935)       |  |  | Aleksander Uljanow (1866–1887) | Aleksander Uljanow (1866–1887) | Aleksander Uljanow (1866–1887) | Aleksander Uljanow (1866–1887) | Aleksander Uljanow (1866–1887) | Aleksander Uljanow (1866–1887) |                            |                            | Włodzimierz Uljanow Lenin (1870–1924) | Włodzimierz Uljanow Lenin (1870–1924) | Włodzimierz Uljanow Lenin (1870–1924) | Włodzimierz Uljanow Lenin (1870–1924) | Włodzimierz Uljanow Lenin (1870–1924) | Włodzimierz Uljanow Lenin (1870–1924) |                  |                  | Nadieżda Krupska (1869–1939) | Nadieżda Krupska (1869–1939) | Nadieżda Krupska (1869–1939) | Nadieżda Krupska (1869–1939) | Nadieżda Krupska (1869–1939) | Nadieżda Krupska (1869–1939) |                   |                   | Olga Uljanowa (1871–1891) | Olga Uljanowa (1871–1891) | Olga Uljanowa (1871–1891) | Olga Uljanowa (1871–1891) | Olga Uljanowa (1871–1891)                            | Olga Uljanowa (1871–1891)                            |                                                      |                                                      | Dymitr Uljanow (1874–1943)                           | Dymitr Uljanow (1874–1943)                           | Dymitr Uljanow (1874–1943)  | Dymitr Uljanow (1874–1943)  | Dymitr Uljanow (1874–1943)  | Dymitr Uljanow (1874–1943)  |                             |                             | Maria Uljanowa (1878–1937) | Maria Uljanowa (1878–1937) | Maria Uljanowa (1878–1937) | Maria Uljanowa (1878–1937) | Maria Uljanowa (1878–1937) | Maria Uljanowa (1878–1937) |  |  |  |  |
| Anna Jelizarowa-Uljanowa (1864–1935)       | Anna Jelizarowa-Uljanowa (1864–1935)       | Anna Jelizarowa-Uljanowa (1864–1935)       | Anna Jelizarowa-Uljanowa (1864–1935)       | Anna Jelizarowa-Uljanowa (1864–1935)       | Anna Jelizarowa-Uljanowa (1864–1935)       |  |  | Aleksander Uljanow (1866–1887) | Aleksander Uljanow (1866–1887) | Aleksander Uljanow (1866–1887) | Aleksander Uljanow (1866–1887) | Aleksander Uljanow (1866–1887) | Aleksander Uljanow (1866–1887) |                            |                            | Włodzimierz Uljanow Lenin (1870–1924) | Włodzimierz Uljanow Lenin (1870–1924) | Włodzimierz Uljanow Lenin (1870–1924) | Włodzimierz Uljanow Lenin (1870–1924) | Włodzimierz Uljanow Lenin (1870–1924) | Włodzimierz Uljanow Lenin (1870–1924) |                  |                  | Nadieżda Krupska (1869–1939) | Nadieżda Krupska (1869–1939) | Nadieżda Krupska (1869–1939) | Nadieżda Krupska (1869–1939) | Nadieżda Krupska (1869–1939) | Nadieżda Krupska (1869–1939) |                   |                   | Olga Uljanowa (1871–1891) | Olga Uljanowa (1871–1891) | Olga Uljanowa (1871–1891) | Olga Uljanowa (1871–1891) | Olga Uljanowa (1871–1891)                            | Olga Uljanowa (1871–1891)                            |                                                      |                                                      | Dymitr Uljanow (1874–1943)                           | Dymitr Uljanow (1874–1943)                           | Dymitr Uljanow (1874–1943)  | Dymitr Uljanow (1874–1943)  | Dymitr Uljanow (1874–1943)  | Dymitr Uljanow (1874–1943)  |                             |                             | Maria Uljanowa (1878–1937) | Maria Uljanowa (1878–1937) | Maria Uljanowa (1878–1937) | Maria Uljanowa (1878–1937) | Maria Uljanowa (1878–1937) | Maria Uljanowa (1878–1937) |  |  |  |  |
|                                            |                                            |                                            |                                            |                                            |                                            |  |  |                                |                                |                                |                                |                                |                                |                            |                            |                                       |                                       |                                       |                                       |                                       |                                       |                  |                  |                              |                              |                              |                              |                              |                              |                   |                   |                           |                           |                           |                           |                                                      |                                                      |                                                      |                                                      |                                                      |                                                      |                             |                             |                             |                             |                             |                             |                            |                            |                            |                            |                            |                            |  |  |  |  |
|                                            |                                            |                                            |                                            |                                            |                                            |  |  |                                |                                |                                |                                |                                |                                |                            |                            |                                       |                                       |                                       |                                       |                                       |                                       |                  |                  |                              |                              |                              |                              |                              |                              |                   |                   |                           |                           |                           |                           |                                                      |                                                      |                                                      |                                                      | Olga Uljanowa (1922–2011)                            |                                                      |                             |                             |                             |                             |                             |                             |                            |                            |                            |                            |                            |                            |  |  |  |  |